# グセフ (火星のクレーター)
グセフ（英: Gusev）は、火星の赤道付近南緯14度30分 東経175度24分 / 南緯14.5度 東経175.4度に位置するクレーターである。直径は166kmで、約30億年~40億年前に形成されたと考えられている。このクレーターの名前は、1976年にロシアの19世紀の天文学者マトヴェイ・グセフから名づけられた。
グセフクレーターにはマーディム渓谷と名づけられた谷が接続しており、過去の火星において、液体の水か、水と氷がこのクレーターに流れ込んでいたと考えられている。当時クレーターはクレーター湖となっており、3,000 ft (910 m)もの堆積物で満たされていたとみられる。いくつかの露出した地層により層状の構造があることが窺え、何人かの研究者はマーディム渓谷との接続部付近は地球で見られるような三角州であると主張している。このような三角州は地球では一万年から十万年といった時間をかけて形成されるもので、三角州の存在は水の流れが長期に渡り続いていたことを示唆している。軌道上からの映像でも、実際にマーディム渓谷から供給された水により、巨大な湖が存在していたことが読み取れる。しかし、その流れがゆっくり持続したものであったか、それとも爆発的で断続したものであったか、またはその組み合わせかまでは分かっていない。

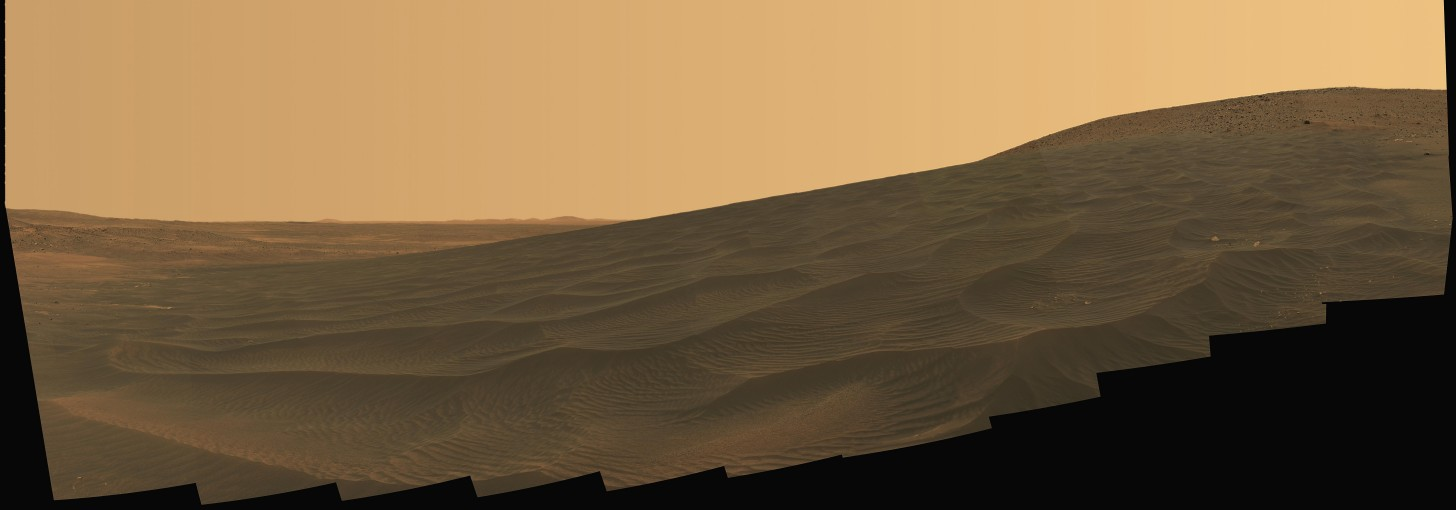
2006年1月1日に、スピリットによりグセフクレーターで撮影されたパノラマ写真。斜面とそこで波打つ砂が見える。

また、衛星写真からはグセフクレーターの底面に塵旋風の痕跡も確認されていた。後に着陸したスピリットは地上からの塵旋風の撮影に成功しており、その強風はローバーの太陽電池パネルの汚れをも吹き飛ばし、長期に渡る探索を支えた一因ともなった。
2004年1月3日、グセフクレーターにアメリカ航空宇宙局 (NASA) の2機のマーズ・エクスプロレーション・ローバーの最初の機体、スピリットが着陸した。この付近のクレーターに早い時代の露出した堆積物があることを期待したものだったが、着陸地点周辺のクレーターは溶岩に覆われたものばかりで、研究のための基盤岩を欠く、期待はずれのものだった。探査機は最終的にコロンビア・ヒルズという丘に向かい、その岩石から、古代において少量ながら塩分濃度の高い水と相互作用があった痕跡を発見したが、スピリットに続く機体であるオポチュニティの着陸地点だったメリディアニ平原とは程遠い地点だった。

## スピリットが火星で発見した岩石と鉱物
グセフの平原にある岩石は玄武岩で、カンラン石、輝石、斜長石、磁鉄鉱といった鉱物で構成され、不規則な微粒子の穴があるため火山性玄武岩と思われる（地質学者は小胞や晶洞があるだろうと述べている）。平原にある土壌のほとんどは地元にある岩石が崩れた時にできたもので、隕石から形成された一部の土壌からは高レベルのニッケル検出されている。分析によれば岩石は微量の水によって軽微な変化はあるとされ、外側の被覆や内側の裂け目は臭素化合物ではないかとされるミネラルを含む水によって生成されたのではないかとしている。全ての岩石は塵で覆われている上一種類以上の鉱物でできた硬い外皮で構成されている。岩石研磨装置で研削しながら外皮を剥くことのできる岩石もある。
コロンビア・ヒルズにも数種類の岩石があり、水による変化が見られるが大量の水があったわけではない。
グセフクレーターにある塵は惑星すべてを覆う塵と同じで、磁気があることが発見された。その上スピリットはこの磁性が磁鉄鉱、それもチタンを含んだ磁鉄鉱によるものであることを突き止めている。1つの磁気は火星の塵全てが時期を帯びていると考えられるため全ての塵を完全に変えることが出来た。塵のスペクトルはタルシスやアラビアといった観測衛星によって発見されている地域と同様明るく低熱な慣性領域のスペクトルと酷似している。薄い塵の層は1ミリメートル以下と考えられるが表面全てを覆っていて、少量の化学的に閉塞された水でできている。

### 平原
平原にある岩石の観測において岩石は輝石、カンラン石、斜長石、磁鉄鉱といった鉱物で成り立っていることがわかった。これらの岩石は様々な方法で分類することが可能で、鉱物の量と種類でピクライト玄武岩と呼ばれる原始的な玄武岩が形成され、玄武岩質のコマチアイトと呼ばれる古代の地球にあった岩石と類似している。平原の岩石はまた、火星から飛来した玄武岩質のシャーゴッタイトや隕石にも似ている、グラフ上において1つの分類システムでアルカリ性成分量とシリカの量を比較すると、グセフ平原の岩石は玄武岩、ピクライト質玄武岩、テファイト(tephite)の接合に近いとみられる。アービン＝バラガー(Irvine-Barager)分類ではそれらは玄武岩と称される。また平原の岩石はより柔らかく、臭素化合物ではないかとされる薄い色の鉱物の岩脈だけでなくコーティングが外皮で構成されているためおそらく水の薄い膜によって僅かな変化があったとされ、少量の水が鉱化作用過程の中で裂け目に入り込んだのではないかと考えられている。岩石が埋められ、水や塵の薄い膜が相互作用した時に岩石はコーティングされたとも思われ、地球で発見された同じ種類の岩石と比較して細かく砕きやすくなってるように変化している事も1つの根拠になっている。

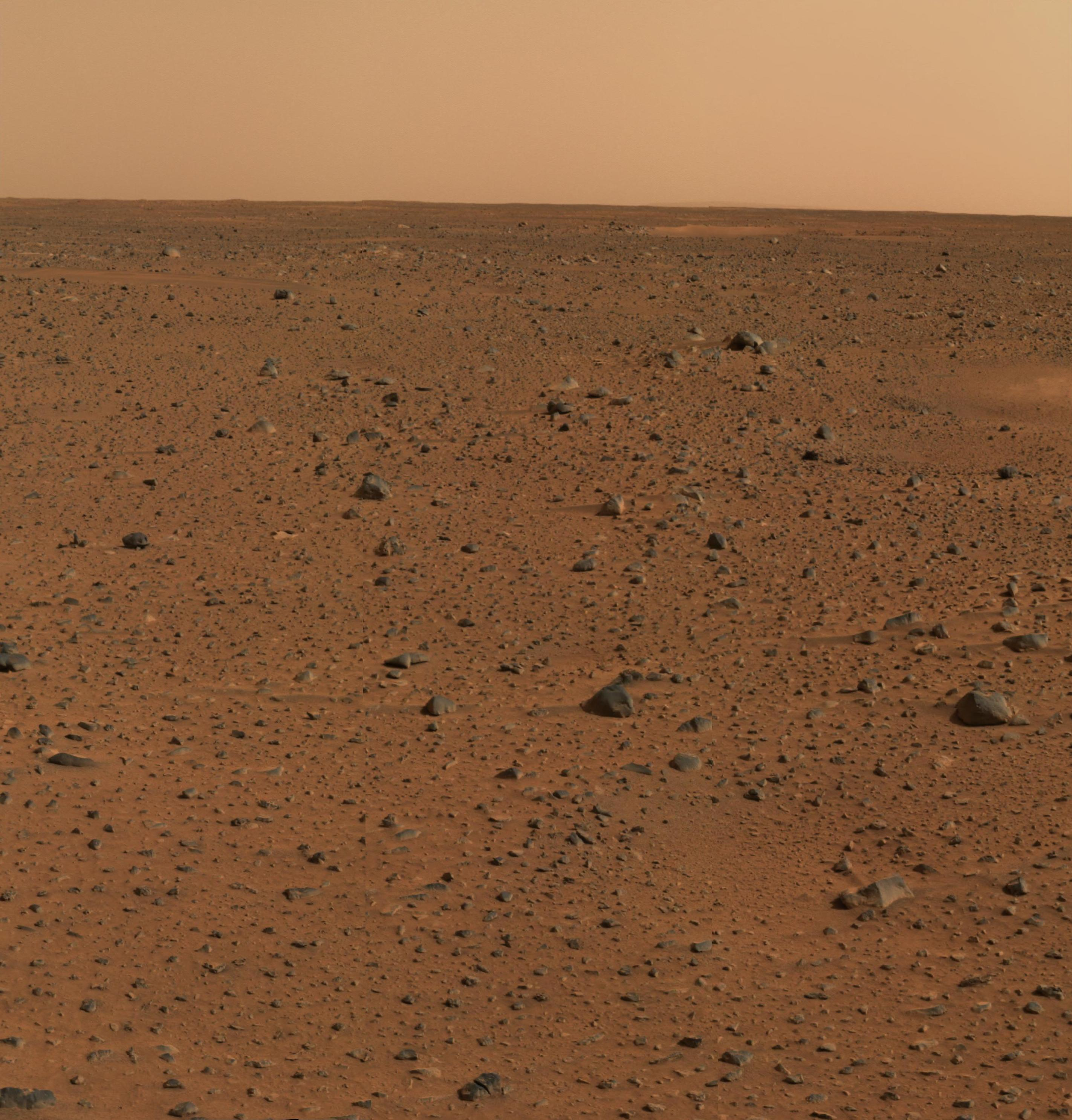
グセフクレーターの最初のカラー写真。岩石が玄武岩であることが発見され、スピリットによって磁鉄鉱という鉱物であることで磁気を帯びていると判明した広大な塵に全てが覆われている。
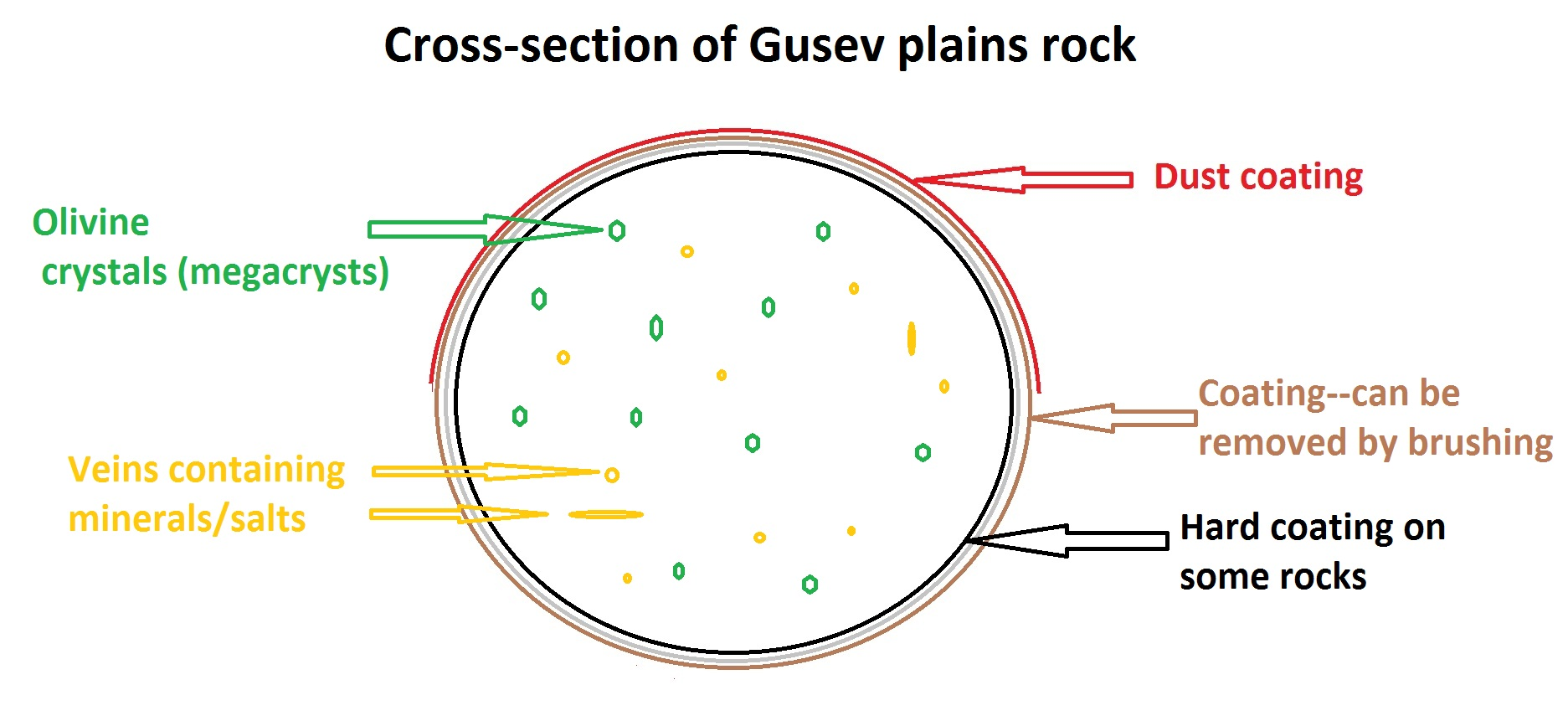
グセフクレーターの平原にある代表的な岩石の断面図。ほとんどの岩石は塵に覆われ単層かそれ以上の層になっているより硬いコーティングになっている。カンラン石の結晶と共に水の脈や堆積された岩脈が視認できる。岩脈は臭素塩も含まれているのではないかとされる。
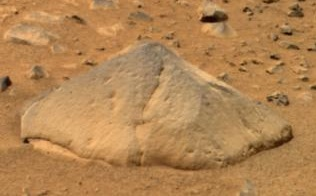
スピリットのパンカムで撮影されたアディロンダックという岩石のトゥルーカラーに近い写真
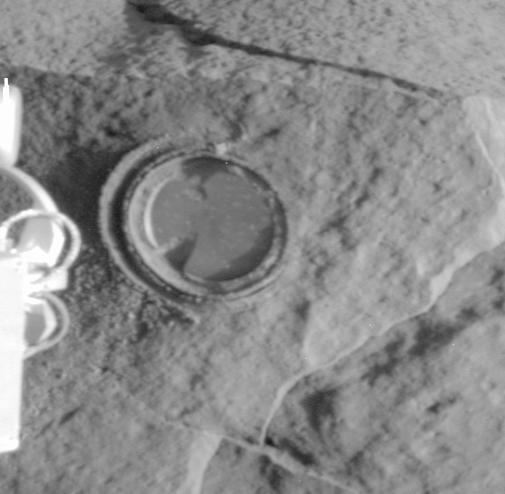
RAT（スピリットの岩石粉砕器具）によって削り取られたアディロンダックのデジタルカメラ画像（スピリットのパンカム）

### コロンビア丘
コロンビア丘に数種類の岩があることを発見され、クロービス、ウィッシュトーン、ピース、ウォッチタワー、バックステイ、インディペンデンスの6種類に分類、これらの名前は各グループの目立つ岩石に因んで名付けられ、APXSによって測定されたこれらの化学組成はお互い大きく異ることが判明した。最重要な点として、コロンビア丘にある全ての岩石は水のような流動体によって程度はあれ様々な変化を遂げていったとされる。また水溶液で周りに流れることができるリン、硫黄、塩素、臭素といった成分で満たされている。コロンビア丘の岩はそれぞれ異なる量のカンラン石と硫酸塩を含む玄武岩質ガラスでできている。ただし、カンラン石の豊富さは硫酸塩の量で反比例する。これはまさに水がカンラン石を壊すことで硫酸塩の生成を助けているを予測するものである。
クロービス群はメスバウアー分光法によってその中に針鉄鉱を検出したことから特段の注目を集めた。針鉄鉱は水が存在しないと形成されないため、コロンビア丘の岩石にはかつて水があったことを示す最初の証拠とされる発見だった。加えて、岩石と露頭のメスバウアー分光法ではカンラン石の存在の強い減衰を検知したが、岩石自体は一度カンラン石を多く含んでいた時期があったとされる。カンラン石は水によって簡単に分解されるため水の現象を示す目印である。また生成に水が必要な硫酸塩も発見されている。ウィッシュトーンは多量の斜長石、少量のカンラン石、無水物（硫酸塩）で構成されている。ピースでは硫黄が発見されたことで水に閉ざされていた強い根拠になっており、これにより水和型硫酸塩の存在が疑われている。ウォッチタワー型岩石はカンラン石が少ないが当然ながら水によって変化したものと考えられている。インディペンデンス型は粘土（おそらくスメクタイト群に属するモンモリロナイトと思われる）のいくつかのサインが発見された。粘土は形成のためにかなり長期な水に晒される必要がある。コロンビア丘にあるパソ・ロブルズという土壌の一種は大量の硫黄、リン、カルシウム、鉄で構成されているためかつて鉱床が存在したと考えられている。またパソ・ロブルズの土壌にあるメスバウアー分光法が発見した鉄は水が存在していたらあり得るとされる酸化型でFe+++の形式になっている。
6年間のミッション（わずか90日で済むと思われていた）の中間期において、土壌の中に大量の純粋なシリカが発見された。このシリカは温泉的な環境にある水や水が存在する中での火山性活動によって生成された酸性の蒸気と土壌の相互作用によって生成されたとされる。
スピリットの活動停止後、科学者たちは小型熱放射スペクトロメータの古いデータを研究し、炭酸塩を多く含む岩石の存在を確認した。これは火星におけるこの地域には一度水が潜んでいた可能性があることを意味するものだった。この炭酸塩は「コマンチェ」(Comanche)と名付けられた岩石の露頭で発見された。
これは、スピリットがグセフにある平原の僅かな風化の証拠を発見したが、湖があったという証拠を見つけることは出来なかった。しかし、コロンビア丘ではある程度の水の風化という明確な根拠があった。グセフクレーターには大昔湖があったことが信じられたものの、その後火成鉱物で成り立っていることが判明した。塵の全ては少量のチタンを含む磁鉄鉱と確認されている磁気構成物でできている。更に火星の全てを覆っている塵の薄いコーティングは火星の全ての部分において同じである。

## クレーター内の地形

### 丘
- コロンビア・ヒルズ - スピリットの着陸地点から3kmの場所に位置していた小さな丘
  - ハズバンド・ヒル - 丘の一つ
  - マッコール・ヒル（英語版） - コロンビア・ヒルズで最も高い丘
  - ラリーの展望所 - コロンビア・ヒルズ内の一地点
- アポロ1ヒルズ - スピリットの着陸地点から7~14kmに位置する3つの丘

### クレーター
- ボンネビル - スピリットが訪れた直系200mのクレーター
- クリヴィッツ（英語版） - グセフクレーター内に位置する小さなクレーター
- ティラ（英語版） - ハズバンド・ヒル山頂から視認できるグセフクレーター内のクレーター

### その他
- スリーピー・ホロウ（英語版） - スピリット着陸地点付近に存在した浅いくぼ地
- アディロンダック（英語版） - スピリットが最初に訪れた岩
- ホームプレート（英語版） - スピリットにより研究が行われた地質学的な特徴を有す地形